# Потаніна Олена Олександрівна
Олена Олександрівна Потаніна (нар. 20 листопада 1987 рок, Новосибірськ, Російська РФСР, СРСР) — російська юристка, авторка і продюсерка телевізійних програм. Мешкає у Москві. З 2006 року — член елітарного клубу «Що? Де? Коли?», з 2007 року — капітан команди.

## Життєпис
Олена Потаніна народилася 20 листопада 1987 року в Новосибірську (РРФСР). Її батьки — Ольга Потаніна та Олександр Потанін. Коли Олені було три роки, вона разом з родиною переїхала в Одесу .

## Професійна кар'єра
Закінчила Одеський національний університет імені І. І. Мечникова за спеціальністю правознавство.
З 2008 по 2009 роки працювала редакторкою української версії програми "Що? Де? Коли? " (виробництво телекомпанії «Гра-Україна» за ліцензією телекомпанії «Гра-ТБ»). У 2009—2010 роках — редакторка з роботи з командами в програмі «Брейн ринг» (виробництво телекомпанії «Гра-ТБ»).
У 2012—2014 роках працювала на телеканалі « Russia Today» в Москві. Вона була авторкою та продюсеркою соціального проекту «Тверезий погляд», реалізованого спільно з Мінздоровсоцрозвитку РФ .
Олена Потаніна виступила продюсеркою документальних фільмів «Люди, які зробили Землю круглою» (вийшов в ефір Першого каналу 22-23 лютого 2015 року), «Найрозумніший хмарочос» тощо.
Авторка сценарію і продюсерка фільмів «Алтай. Подорож до центру Землі», «Полярне братство», «Гвардії Камчатка».
Засновниця компанії-виробника фільмів ТОВ «ДокуМенталісти».

## "Що? Де? Коли? "
Дебютувала в телепередачі «Що? Де? Коли?» в 2006 році у складі жіночої збірної, капітан Ксенія Накладова. З 2007 по 2011 роки була капітаном команди, в складі якої також грали Дмитро Панайотті, Сергій Макаров, Едуард Шагал, Михайло Малкін та Сергій Ніколенко. У семи іграх Потаніна була визнана найкращим гравцем команди.
31 травня 2015 року разом з новою командою — збірною телевізійних клубів «Що? Де? Коли?» зуміла привести команду до перемоги, відігравшись з рахунку 2: 5. У складі команди: Михайло Карпук (Мінськ), Андрій Коробейник (Таллінн / Пярну), Роман Оркодашвілі (Баку), Ія Метревелі (Тбілісі), Айк Казазян (Єреван). Капітан команди — Олена Потаніна (Одеса) .
Є, за словами Бориса Крюка, першим і єдиним капітаном, якому вдалося виграти гру, використавши правило «Хвилина в кредит» — при цьому вона домоглася такого результату двічі (останній випадок стався 31 травня 2015).
У спортивній версії «Що? Де? Коли?» Олена Потаніна грає з 11 років. У шкільні роки — багаторазова чемпіонка України з гри «Що? Де? Коли?» та «Брейн-ринг», капітан команди. У 2010 році взяла участь у чемпіонаті світу з гри «Що? Де? Коли?» в Ейлаті (Ізраїль) у складі «збірної команди Елітарного клубу». У 2009 році збірна команда Росії під керівництвом Олени Потаніної стала переможцем Кубка націй з гри «Що? Де? Коли?», що проходив в Кірові.
Олена Потаніна стала головною організаторкою IX чемпіонату світу з «Що? Де? Коли?» в Одесі (16-18 вересня 2011 року) та XI чемпіонату світу з Що? Де? Коли? в м. Дубні (13-15 вересня 2013 року). Організаторка щорічних добових марафонів з гри "Що? Де? Коли?. Вела відкриті гри на Тверській вулиці Москви 8 і 9 вересня 2018 року, 7 і 8 вересня 2019 роки (на День міста), 1 і 2 січня 2019 роки (новорічні).
Капітан збірної Росії з «Брейн рингу», що брала участь в 2016 року в III турнірі на Кубок Президента Азербайджану. До її складу входили: Єлизавета Овдієнко, Михайло Карпук, Михайло Мун, Борис Білозеров, Володимир Антохін.

## Інші телевізійні проекти
Будучи одним з найбільш яскравою гравчинею телегри «Що? Де? Коли?», Олена Потаніна була запрошена до інших телевізійних програм, зокрема, «Найрозумніший» (2008), «Дитячі пустощі», «Великі перегони», «Хто хоче стати мільйонером?» .
У 2011 році в парі з Іллею Новіковим брала участь в проекті «Жорстокі ігри», де показала вельми високий рівень фізичної і психологічної підготовки. .